# Villar de Gallimazo
Villar de Gallimazo è un comune spagnolo di 193 abitanti situato nella comunità autonoma di Castiglia e León.